# Eisuke Nakaniši
Eisuke Nakaniši (japonsko 中西 永輔), japonski nogometaš, * 23. junij 1973.
Za japonsko reprezentanco je odigral 14 uradnih tekem.